# Moawhango-Firnfeld
Das Moawhango-Firnfeld ist ein kleines Firnfeld im Norden des ostantarktischen Viktorialands. In den Freyberg Mountains liegt es zwischen dem Mount Camelot und dem Monte Cassino.
Teilnehmer der von 1967 bis 1968 dauernden Kampagne im Rahmen der New Zealand Geological Survey Antarctic Expedition benannten das Firnfeld nach einer Siedlung im Rangitikei District auf der Nordinsel Neuseelands. Der aus dem Māori stammende Name lässt sich mit heiserer Moa übersetzten.